# 바블루스 홈
바블루스 홈(Byblus Sulcus)는 목성의 위성인 가니메데에 있는 지역으로 홈 모양의 밝은 지형이다. 길이는 645km이다.